# Desmin
Desmin (veralteter Name Skeletin) ist ein Typ 3-Intermediärfilament und damit ein Element des Zytoskeletts. Die Desminfilamente haben einen Durchmesser von 8–11 nm und eine speziesabhängige Molekülmasse von 50.000 bis 55.000 Dalton.
Desmin kommt in der Skelett-, Herz- und glatten Muskulatur vor. Im Zytoplasma der Muskelfasern der quergestreiften Muskulatur verbindet es die Myofibrillen zu Bündeln und die sogenannten Z-Scheiben der Muskelfasern. Die Verbindung zwischen Desmin und den Z-Scheiben erfolgt durch ein spezifisches Intermediärfilament-assoziiertes Protein, dem Synemin. Desmin bindet an Syncoilin.

## Klinische Bedeutung
Bei Defekten des für die Desminsynthese zuständigen Gens können spezifische muskuläre Erkrankungen (Myopathien) auftreten. Es ist bekannt, dass Mutationen im DES-Gen zu verschiedenen Kardiomyopathien, wie z. B. der arrhythmogenen rechtsventrikulären Kardiomyopathie (ARVC) oder der restriktiven Kardiomyopathie führen können.
Auch außerhalb des Herzen können genetisch bedingte Erkrankungen auftreten, beispielsweise das Davidenkow-Syndrom (Neurogenes scapulo-peroneales Syndrom Typ Kaeser).
Viele Desmin-Mutationen führen zu einer dominanten Aggregat-Bildung im Cytoplasma. Insbesondere Mutationen in der 1A-Domäne scheinen die Filamentassemblierung zu beeinträchtigen.
Antikörper gegen Desmin werden in der Pathologie zur sicheren Unterscheidung bestimmter Tumoren (Rhabdomyosarkom, Leiomyosarkom) von anderen Weichteiltumoren eingesetzt.